# Coccodiplosis ananasae
Coccodiplosis ananasae är en tvåvingeart som beskrevs av Hardy 1960. Coccodiplosis ananasae ingår i släktet Coccodiplosis och familjen gallmyggor. Inga underarter finns listade i Catalogue of Life.